# Rampur Hound
Der Rampur Hound Ist eine nicht FCI-anerkannte Hunderasse aus Indien.

## Herkunft und Geschichtliches

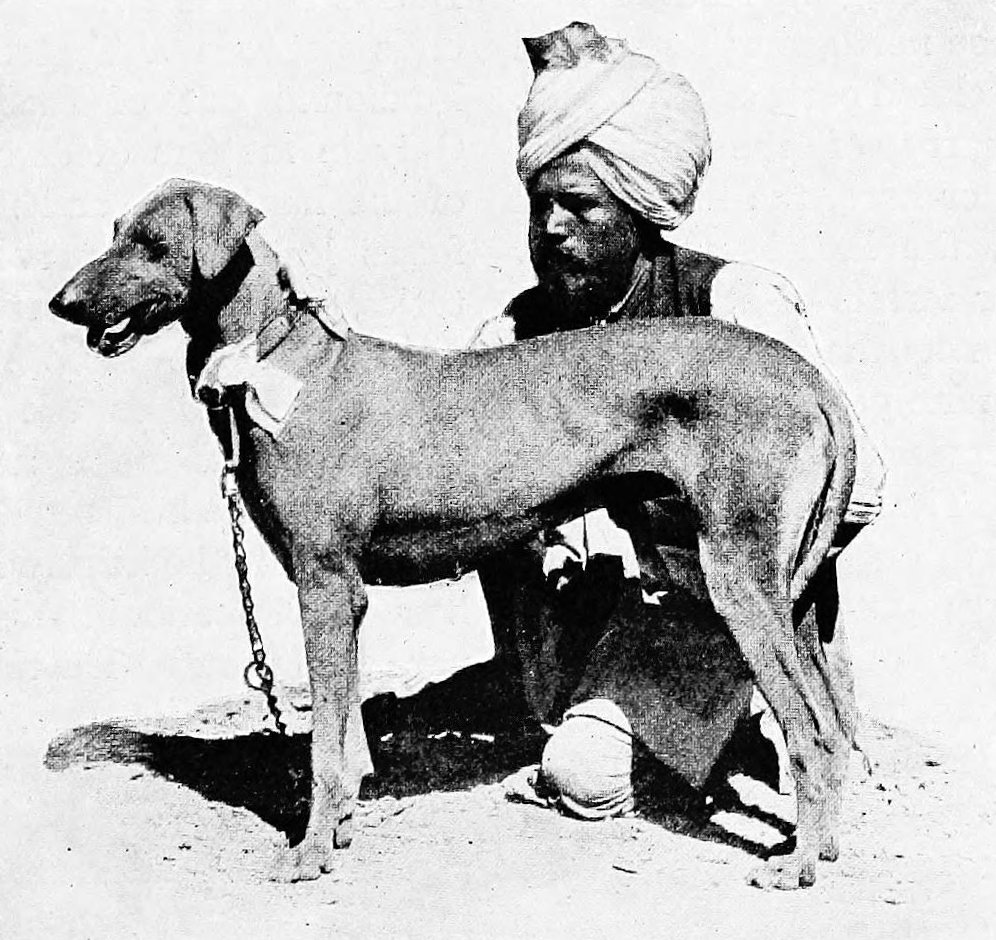
Historische Abbildung

Der Rampur Hound ist ein seltener glatt-haariger Windhund aus Nordindien, aus dem Gebiet Rampur, zwischen Delhi und Bareli.
Der Herrscher von Rampur Ahmed Ali Khan Bahadur züchtete diese Rasse unter Zuhilfenahme bewährter ausländischer Rassen wie Tazi, Afghanen und englische Greyhounds, mit dem Ziel des Jagdseinsatzes auf Wildschweine. Das Ergebnis soll die Erwartungen weit übertroffen haben. Er hatte eine intelligenten Hund geschaffen, der den Eber mit List verfolgte, selbst wenn er dabei schwer verletzt worden war.

## Wesen
Eigentlich auch ein „Einpersonenhund“, ist er doch innerhalb der Familie sanft, zärtlich und sensibel, so wie es die Eigenschaft von fast allen Windhunden ist: Im Hause kaum zu bemerken, außerhalb aber immer mit einem Blick auf eine mögliche Beute und mit hohem Bewegungsdrang.

## Beschreibung
Der Rampur gehört mit einer Schulterhöhe von etwa 55–75 cm und einem Gewicht etwa 27–30 kg  zu den größeren Windhunden, wurde er doch durch seinen kräftigen Bau eher für die spezielle Jagd auf Wildschweine gezüchtet. Im vollen Lauf erreicht er spielend 60 km/h und überspringt Hindernisse bis zu 1,80 m Höhe.
Die Fellfarbe ist Grau, Brindle, Rehbraun, Braun, Weiß, Schwarz, auch Schecken kommen vor, wobei schwarz bevorzugt wird. Die Rute ist lang und dünn und reicht fast bis zum Boden, wird am Ende leicht nach oben gebogen getragen. Der Kopf ist breit mit kleinen, dunkel umrandeten Augen und kleinen hängenden Ohren.